# グリーゼ367b
グリーゼ367b（英語: Gliese 367 b）または GJ 367 b は、地球から約31光年離れた位置にある赤色矮星の恒星グリーゼ367を公転している太陽系外惑星である。

## 発見
グリーゼ367bは、ドイツ航空宇宙センター惑星研究所などの国際研究チームによるTESSによって得られた2019年2月から3月にかけての観測データの分析によって発見された。TESSによる観測データの分析から発見された後、チリのラ・シヤ天文台にある高精度視線速度系外惑星探査装置 (HARPS) で行われた主星の視線速度観測から、グリーゼ367bの質量が判明し、その密度が計算された。これらの研究結果は2021年12月3日付で科学雑誌サイエンスにて掲載された。2021年1月までに行われたフォローアップ観測でもグリーゼ367を短周期で公転する惑星の存在が示されていたが、このときは、得られたデータが惑星に由来するものではない誤報（False-Alarm）である確率が89.5%あると算出されており、存在の確実性は低いものであった。TESSによる観測結果から発見されたことから、グリーゼ367bはTESSによる観測で発見された惑星のカタログである TESS object of interest (TOI) に基づく名称が付与されており、主星グリーゼ357はTOI-731、その惑星グリーゼ367bはTOI-731 bもしくはTOI-731.01とも呼称される。

## 特徴

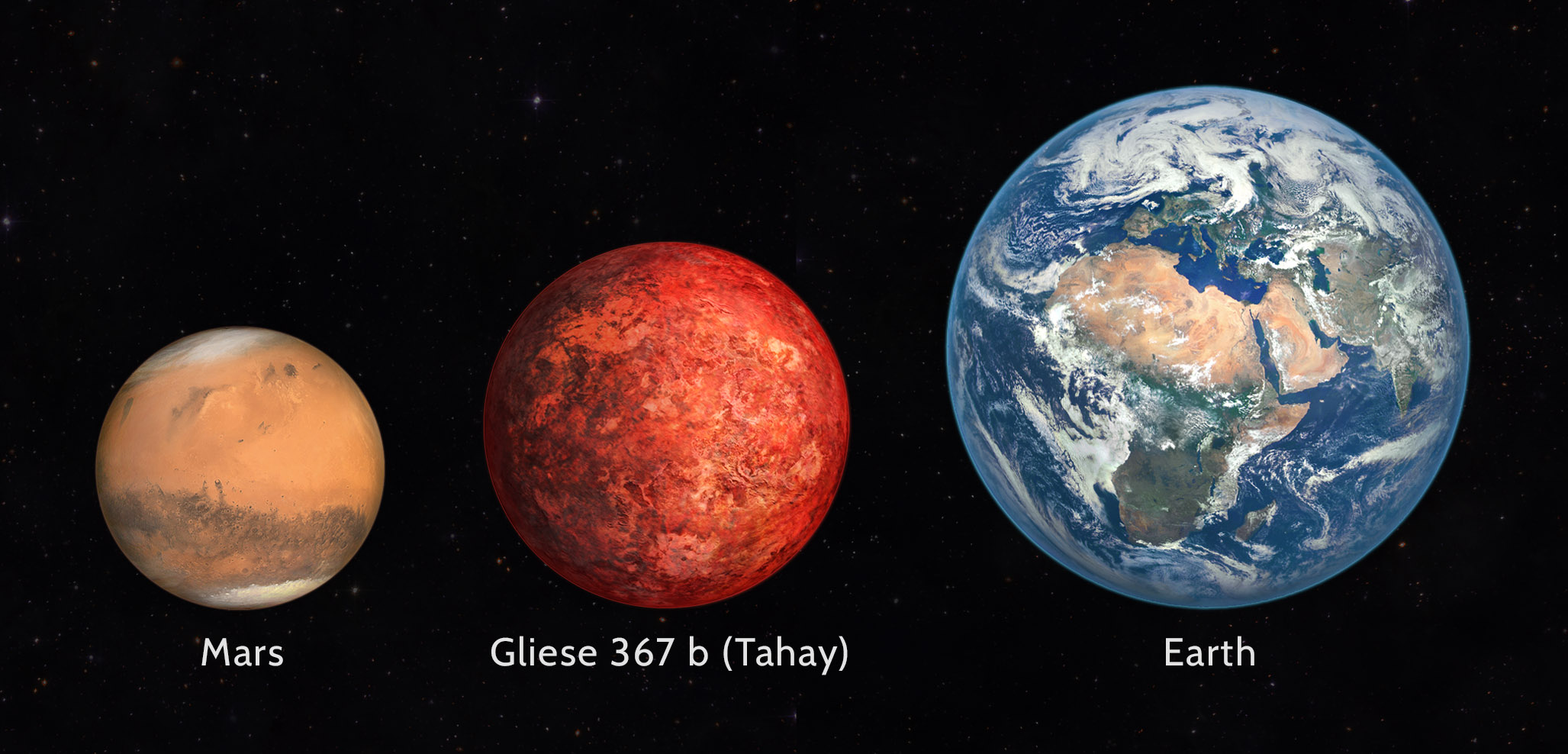
グリーゼ367bと地球、火星の大きさ比較

グリーゼ367bは質量と半径が共に地球より小さく、半径は地球と火星の中間程度で、質量は地球の6割余りとなっている。半径が判明している太陽系外惑星の中では特に小型の惑星の一つである。主星からはわずか100万 km余りしか離れておらず、8時間にも満たない非常に短い公転周期で軌道を公転している超短周期惑星 (USP) に分類され、主星から受けるエネルギー放射の総量は地球が太陽から受ける量の約580倍にもなっていると考えられている。主星に非常に近い軌道を公転しているため、自転と公転の同期（潮汐固定）が発生しているとみられ、常に主星に同じ面を向けながら公転している可能性が高いと考えられている。常に主星の方向を向けている昼側の表面の平衡温度は 1,365 K（1,092 ℃）に達していると推定されている。この超高温により表面は溶岩で覆われており、また主星に非常に近いため、大気もすでに剥ぎ取られていると考えられている。

### 密度と内部構造

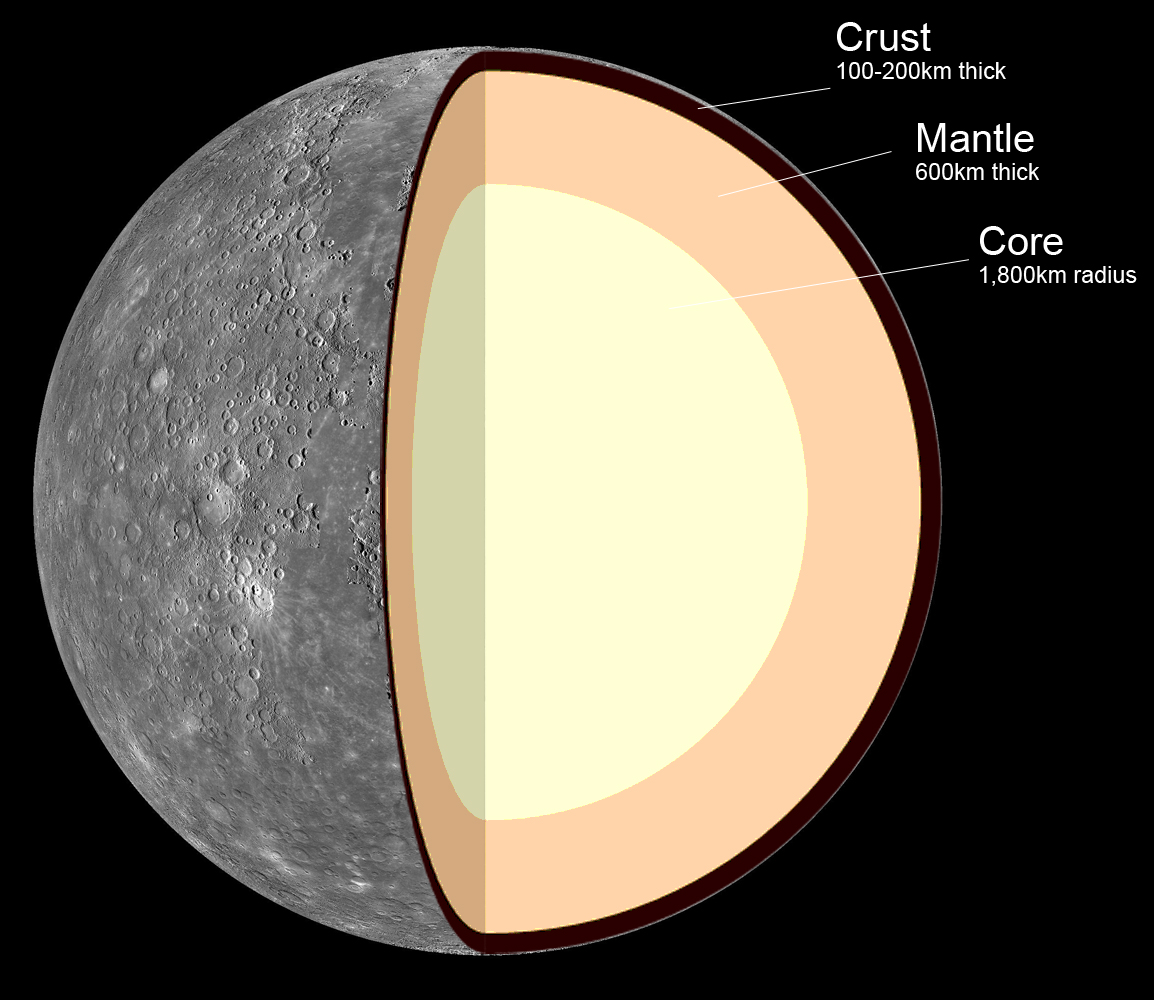
水星の内部構造のイラスト。グリーゼ367bは水星と類似した内部構造を持つと考えられている。

グリーゼ367bは質量と半径の値から計算される密度が非常に高く、2023年に公表された研究結果では、その密度は 10.2 g/cm3 と推定されている。これは太陽系内の惑星で最も高密度となっている地球（5.514 g/cm3）の約1.85倍に相当し、密度が知られている他のほとんどの太陽系外惑星と比べても群を抜いている。この密度は純粋な鉄に近い値であり、この高密度な特性からグリーゼ367bはその大部分が鉄で構成されている惑星であると考えられている。グリーゼ367bはその内部半径の 86 ± 5 %が鉄やニッケルなどの金属で構成された核になっていると考えられており、半径の75～85％程度の大きさの核を持つとされる太陽系の水星とよく似た内部構造になっていると考えられている。組成が水星によく似ているので、グリーゼ367bはスーパーマーキュリー（Super Mercury）とも呼称されている。これほど核が大きく高密度な惑星になった理由は分かっていないが、元々海王星ほどの大きさを持つガス惑星だったのが主星からの強いエネルギー放射により大気が剥ぎ取られ核の部分が露出して残された可能性、もしくは天体衝突によって核の周りを包んでいる岩石質のマントルが失われてしまった可能性が考えられている。

## 名称
2022年、ジェイムズ・ウェッブ宇宙望遠鏡の優先観測目標候補となっている太陽系外惑星のうち、20の惑星とその親星を公募により命名する「太陽系外惑星命名キャンペーン2022（NameExoWorlds 2022）」において、グリーゼ367とグリーゼ367bは命名対象の惑星系の1つとなった。このキャンペーンは、国際天文学連合（IAU）が「持続可能な発展のための国際基礎科学年（IYBSSD2022）」の参加機関の一つであることから企画されたものである。2023年6月、IAUから最終結果が公表され、グリーゼ367はAñañuca、グリーゼ367bはTahayと命名された。Añañucaは、チリのコキンボ州からマウレ州にかけて自生する赤い花（Phycella cyrtanthoides）の名で、グリーゼ367の色を暗示する。Tahayは、チリ中央地域に固有の小さい花（Calydorea xiphioides）で、1年のうち7時間から8時間しか開花せず、その短さがグリーゼ367bの公転周期を暗示する。